# Agrale AM-41
O Agrale AM-41, é um veículo utilitário militar desenvolvido pela Agrale que oferece transporte de equipamento, carga e pessoal em qualquer terreno.
Em 2015, o Exército Argentino recebeu uma unidade do caminhão militar Agrale Marruá AM41 para avaliação. O evento ocorreu no Batalhão de Arsenais “Esteban de Luca” em Boulogne Sur Mer, Buenos Aires.